# Jüdischer Friedhof Berlin-Spandau

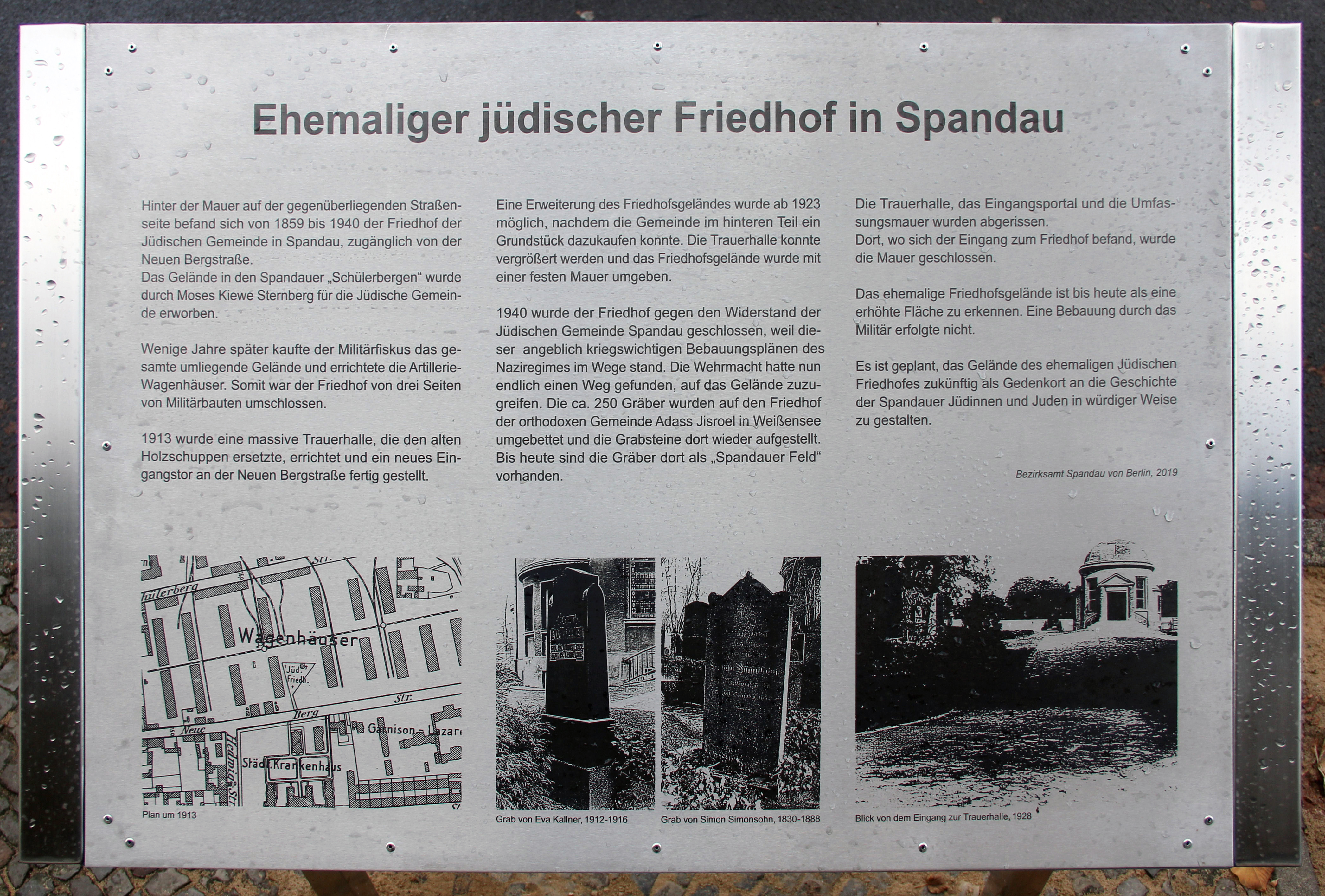
Gedenktafel, Neue Bergstraße 6A, in Berlin-Spandau

Der jüdische Friedhof Berlin-Spandau der jüdischen Gemeinde Spandau befand sich zwischen der Schülerbergstraße und der Neuen Bergstraße. Der Friedhof existierte von 1865 bis 1940.

## Geschichte
Zur Ausstattung einer jüdischen Gemeinde gehört ein fester Begräbnisplatz. In Spandau waren die mittelalterlichen Friedhöfe aus der Zeit vor 1510 zerstört, Verstorbene wurden zum Begräbnis auf den Berliner Friedhof überführt, ab 1854 nach Nauen, nachdem die Spandauer Gemeinde von der preußischen Verwaltung in Potsdam zwangsweise in die neu gegründete Synagogengemeinde Osthavelland mit Sitz in Nauen eingebunden worden war. Die Spandauer Juden hatten vor allem wegen der Begräbnistradition gewünscht, mit der Berliner und nicht der Nauener Synagogengemeinde vereinigt zu werden. Die damals größere Zahl von Gemeindemitgliedern sowie die Existenz einer Synagoge und des Friedhofs veranlasste die Regierung, Nauen vorzuziehen.
Ab 1854 gab es in der Spandauer Gemeinde Überlegungen, einen eigenen Begräbnisplatz anzulegen, doch votierte die Mehrheit der Gemeindemitglieder und ihr Vorsteher, der Textilkaufmann Moses Kiewe Sternberg, zunächst wegen der hohen Kosten dagegen. Weil die Gemeinde anwuchs und auch der aufwändige Weg zum Begräbnis in Nauen als zu belastend empfunden wurde, erwarb die Gemeinde 1859 in den Schülerbergen nördlich der Altstadt vom Militär ein Grundstück für einen Friedhof. Der jüdische Friedhof wurde Mitte der 1860er-Jahre dort angelegt, vermutlich mit Hilfe einer beträchtlichen Geldspende des Vorstehers.
In den 1910er-Jahren wurde aus dem Überschuss eines Wohltätigkeitsfestes im alten Schützenhaus an der Neuendorfer Straße der Friedhofszaun erneuert. 1913 wurde der Friedhof mit einer Toranlage und einer Leichenhalle ausgestattet; dies wurde von der Gemeinde zunächst abgelehnt, doch nachdem im März 1913 Überschüsse aus dem Etat der Gemeinde und verschiedenen Geldfonds zur Verfügung standen, wurde die Leichenhalle gebaut. Besonders engagierte sich Julius Sternberg, Enkel und Geschäftsnachfolger von Moses Kiewe Sternberg, ideell und finanziell für die Pflege und den Ausbau des Friedhofs. Er wurde 1922 zum Vorstand der Jüdischen Gemeinde Spandau gewählt, die Mitte der 1920er-Jahre etwa 500 Mitglieder umfasste. Trotz Kritik aus der Gemeinde an seinem zu großen Engagement für den Friedhof strebte Sternberg dessen Erweiterung an, da er damit rechnete, dass die Gemeinde weiter wachsen werde. Er konnte bei Reichswehrminister Otto Geßler erreichen, dass der Gemeinde zu einem Kaufpreis von 400 000 Papiermark dafür ein etwa 550 Quadratmeter großer Zusatzstreifen vom angrenzenden Militärgelände überlassen wurde. Wegen der Inflation konnte die Gemeinde diesen Betrag schon bald bezahlen. Mit der Erweiterung wurde auch  die Leichenhalle ausgebaut und eine steinerne Friedhofsmauer errichtet.
Im Jahr 1940 wurde der jüdische Friedhof aufgelassen. Die Gebeine von mehr als 200 Verstorbenen wurden von jüdischen Arbeitern, die die Berliner Gemeinde stellte, auf den Friedhof der Adass-Jisroel-Gemeinde in Berlin-Weißensee umgebettet. Auf diesem Friedhof wurde dafür ein besonderer Teil eingerichtet, und die Denkmäler wurden dort wieder errichtet. Rabbiner Dr. Felix Singermann kam mit einem Kantor nach Spandau und hielt die Schlussandacht, in Weißensee weihte er den neuen Friedhofsteil ein. Der Spandauer Gemeindevorsteher Louis Salomon sprach bei beiden Feiern den Kaddisch. Der eiserne Friedhofszaun wurde von einem  NSDAP-Einsatztrupp abmontiert und als Rohstoff wiederverwendet.